# HIS Majesty’s Excise Store 1821
HIS Majesty’s Excise Store 1821 ist ein denkmalgeschütztes Lagerhaus (RPS 5070) an der Mayor Street Lower in Dublin, das um das Jahr 1821 erbaut wurde, im gleichen Zeitraum wie Stack A und Stack B am Custom House Quay.
Das Gebäude besteht, wie die anderen Lagerhäuser, aus braunem Backstein und Granit. Innerhalb des Gebäudes verläuft eine hohe, schmale Kammer mit Tonnengewölbe  über die gesamte Breite der Front, dahinter liegen Reste eines parallelen Gewölbes. Ursprünglich gab es sechzehn solcher Kammern in zwei getrennten Reihen.
Während der Umgestaltung des Custom House Quay und des George´s Docks wurde auch dieses Gebäude um das Jahr 2000 herum restauriert. Es entstand ein Patchwork aus alter Struktur und modernen Glasfassaden, wie an der Gestaltung des Haupteingangs zu sehen ist, der nun aus modernen Stahltreppen und einer verglasten Balustrade besteht.
Der alte Excise Store soll auf den britischen Architekten George Papworth zurückzuführen sein, welcher besonders in Irland wirkte. Das Konzept des Baus gleicht dem des Lagerhauses Stack A.
Heute wird das Excise Building für den Vertrieb genutzt. Es befindet sich ein koreanisches Restaurant mit Namen „Drunken Fish“ in dem Gebäude. Neben altem Backstein erinnert vor allem die Plakette über dem Hauseingang mit dem eingravierten alten Namen „HIS Majesty`s Excise Store 1821“ an seine ehemalige Funktion.